# (400055) 2006 SC59
(400055) 2006 SC59 es un asteroide perteneciente al cinturón de asteroides, descubierto el 16 de septiembre de 2006 por el equipo del Catalina Sky Survey desde el Catalina Sky Survey, Arizona, Estados Unidos.

## Designación y nombre
Designado provisionalmente como 2006 SC59.

## Características orbitales
2006 SC59 está situado a una distancia media del Sol de 2,585 ua, pudiendo alejarse hasta 3,133 ua y acercarse hasta 2,038 ua. Su excentricidad es 0,211 y la inclinación orbital 10,57 grados. Emplea 1518,92 días en completar una órbita alrededor del Sol.

## Características físicas
La magnitud absoluta de 2006 SC59 es 17,5.